# Julie Thenen
Julie Thenen (* 4. September 1834 in Lemberg als Julie Waldberg; † 12. Oktober 1919 in Wien) war eine österreichische Schriftstellerin.

## Leben
Julie Thenen, Tochter des jüdischen Kaufmanns J. Waldberg, heiratete bereits 1852. Sie veröffentlichte seit 1860 Skizzen und Humoresken in Tagesblättern, später Schilderungen der jüdischen Sitten und Gebräuche, die in ihrer schonungslosen Offenheit teilweise auf Kritik stießen.
Thenen war Mitarbeiterin verschiedener Tageszeitungen wie Die schöne, blaue Donau und  Schatzmeisterin des deutschen Schriftstellerverbandes sowie in der Vereinsleitung des „Vereins der Schriftstellerinnen und Künstlerinnen in Wien“.

## Veröffentlichungen
- Der Wunder-Rabbi. Roman. Rosner, Wien 1880 (Signatur der ÖNB: 185.136-B)
- Fräulein Doctor im Irrenhause. Eine Begebenheit aus unserer Zeit. Rosner, Wien 1881 (Signatur der ÖNB: 66.892-B). (Neuauflage 2020, ISBN 978-3-7437-3856-0)
- Der Lohn der Schrift. Die Wunderthäter von Kotzk und Plotzk. Zwei Novellen. Rosner, Wien 1883 (Signatur der ÖNB: 24.164-A)
- Die Wundertäter von Kotzk und Plotzk. Novelle. 1883.